# Miguel Valdez Quintero
Miguel Valdez Quintero är en ort i Mexiko.   Den ligger i kommunen Culiacán och delstaten Sinaloa, i den västra delen av landet, 1 000 km nordväst om huvudstaden Mexico City. Miguel Valdez Quintero ligger 33 meter över havet och antalet invånare är 1 530.
Terrängen runt Miguel Valdez Quintero är platt. Runt Miguel Valdez Quintero är det ganska tätbefolkat, med 104 invånare per kvadratkilometer. Närmaste större samhälle är Villa de Costa Rica, 13,0 km nordväst om Miguel Valdez Quintero. Trakten runt Miguel Valdez Quintero består till största delen av jordbruksmark.